# Oryza sativa
Espèce
Synonymes
- Oryza fatua J. Koenig ex Trin., nom. nud.
- Oryza rufipogon Griff. Griff. (préféré par UICN)

Oryza sativa, le riz asiatique, est une espèce de plantes monocotylédones de la famille des Poaceae, sous-famille des Oryzoideae, originaire des régions tropicales d'Asie. Cette espèce, domestiquée il y a environ 10 000 ans, est avec le riz africain (Oryza glaberrima) l'une des deux espèces cultivées du genre Oryza qui compte 19 espèces acceptées. Elle compte des milliers de cultivars généralement groupés en deux sous-espèces, ou groupes de cultivars ,Oryza sativa subsp. indica et Oryza sativa subsp. japonica.
Oryza sativa pousse au niveau de la mer et jusqu'à 2 000 mètres d'altitude, avec une tige pouvant atteindre une longueur totale de 7 mètres.

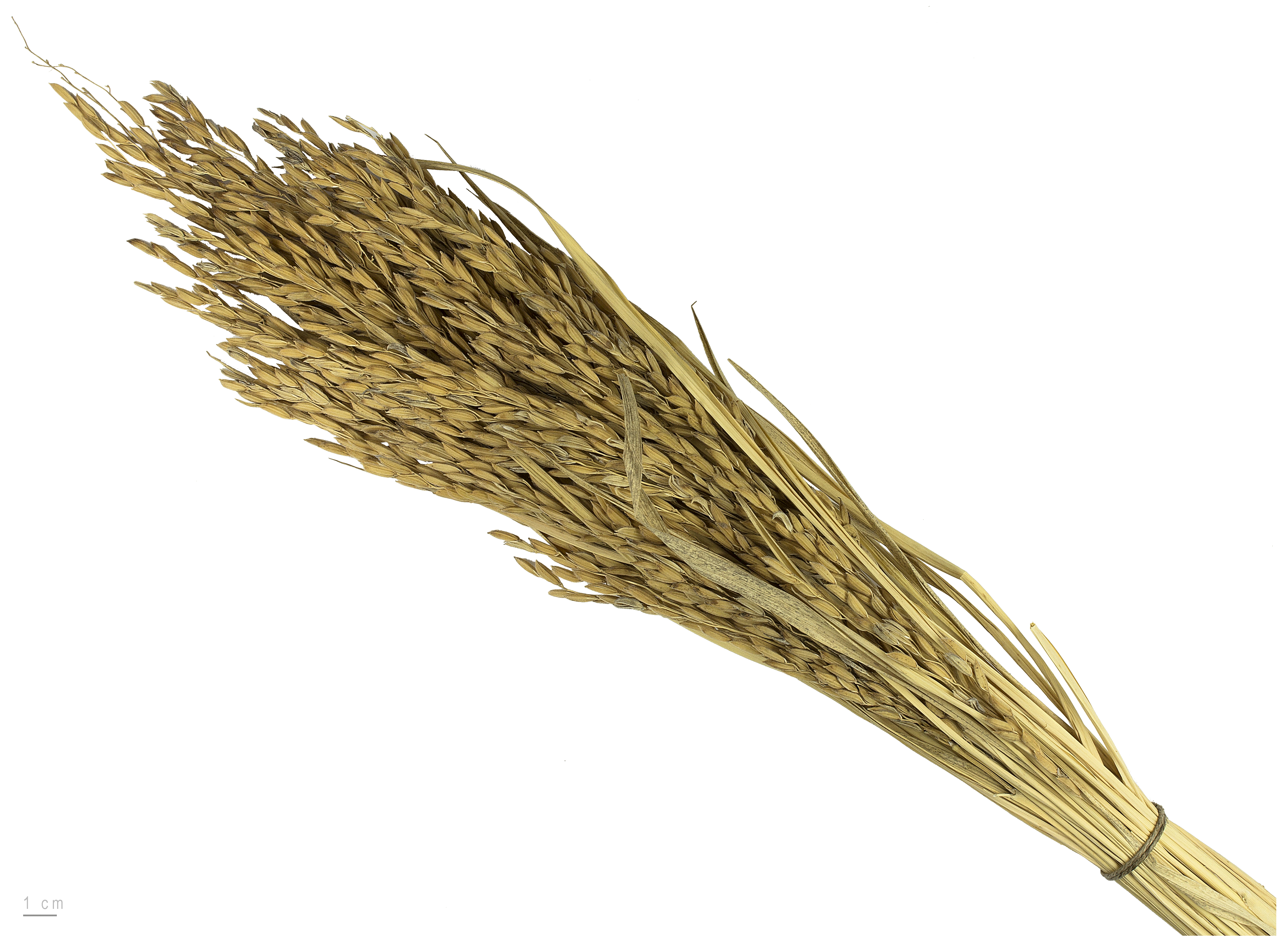
Oryza sativa - MHNT

C'est une plante semi-aquatique qui peut supporter des inondations ou des submersions pendant un certain temps.

## Description

### Appareil végétatif

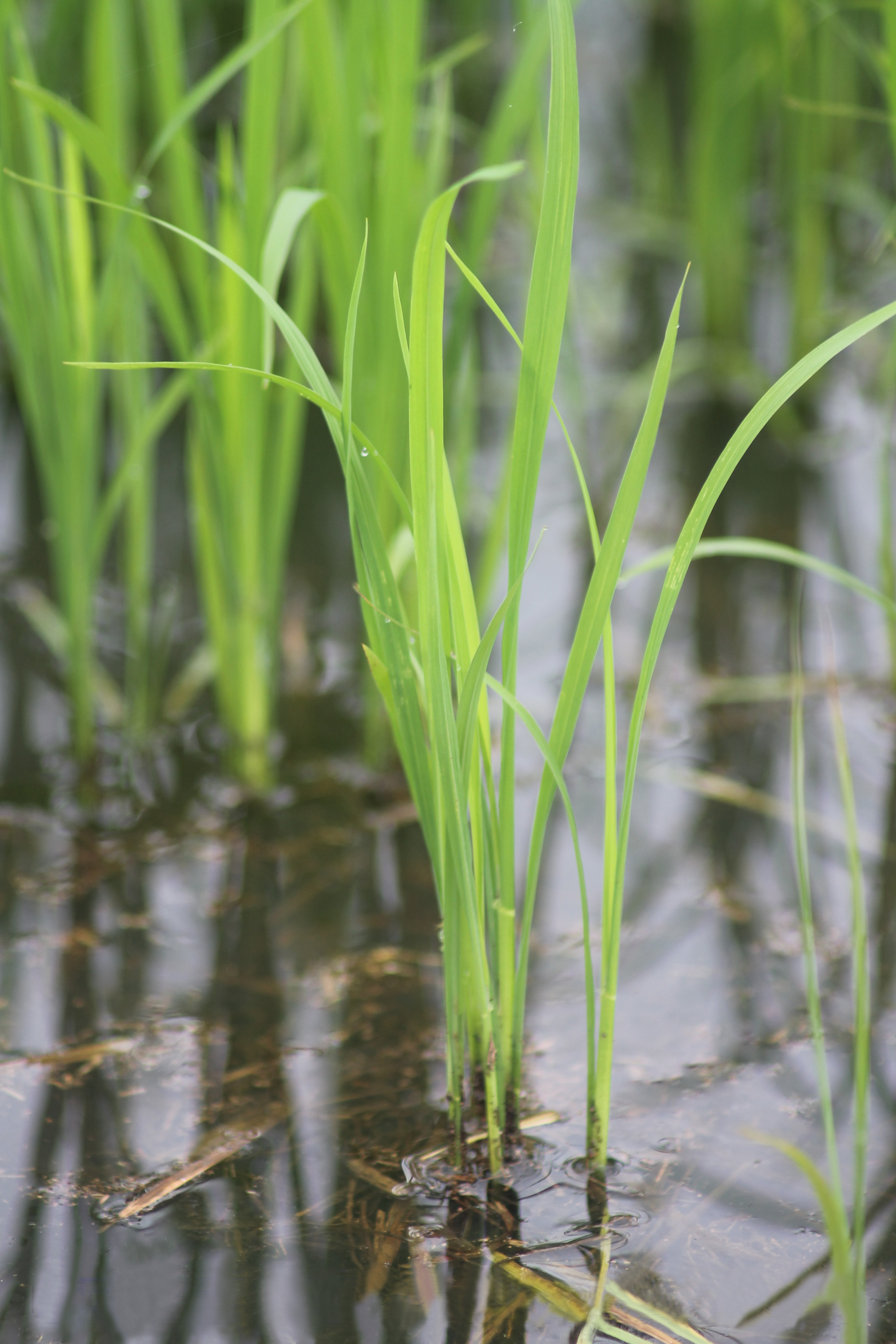
Jeunes plants.

Oryza sativa est une plante herbacée annuelle aux tiges (chaumes) dressées ou géniculées ascendantes pouvant atteindre de 45 à 180 cm de long et comptant de 3 à 20 nœuds. La taille des plantes est cependant très variable : si la plupart des variétés cultivées ont de 1 à 2 mètres de haut, certaines variétés naines ne dépassent pas 30 à 40 cm de haut tandis que les tiges de certaines variétés flottantes peuvent dépasser 7 mètres de long.
Les racines, fibreuses, possèdent des radicelles et des poils absorbants. Les racines séminales, peu ramifiées, subsistent peu de temps après la germination. Des racines adventices secondaires, très ramifiées, sont émises à partir des nœuds souterrains des jeunes chaumes. Quand la plante se développe, de nouvelles racines adventices plus grosses se forment en verticilles à partir des nœuds inférieurs, situés au-dessus du niveau du sol. Certaines racines adventices sont positivement géotropes, tandis que d'autres peuvent être diagéotropes. Chez les variétés flottantes, de fines racines ramifiées se forment au-dessous de la surface de l'eau, à partir des nœuds supérieurs des chaumes et à la base du pulvinus (coussinet) des gaines foliaires.
Les feuilles sont composées d'une gaine lisse et glabre, avec des auricules dressées, une ligule membraneuse entière ou lacérée, non-ciliée, de 15 à 30 mm de long, et un limbe glabre ou pubescent, effilé, de 12 à 65 cm de long sur 4 à 18 mm de large, à la surface scabéruleuse, rude sur la face adaxiale et à l'apex aigu.

### Appareil reproducteur

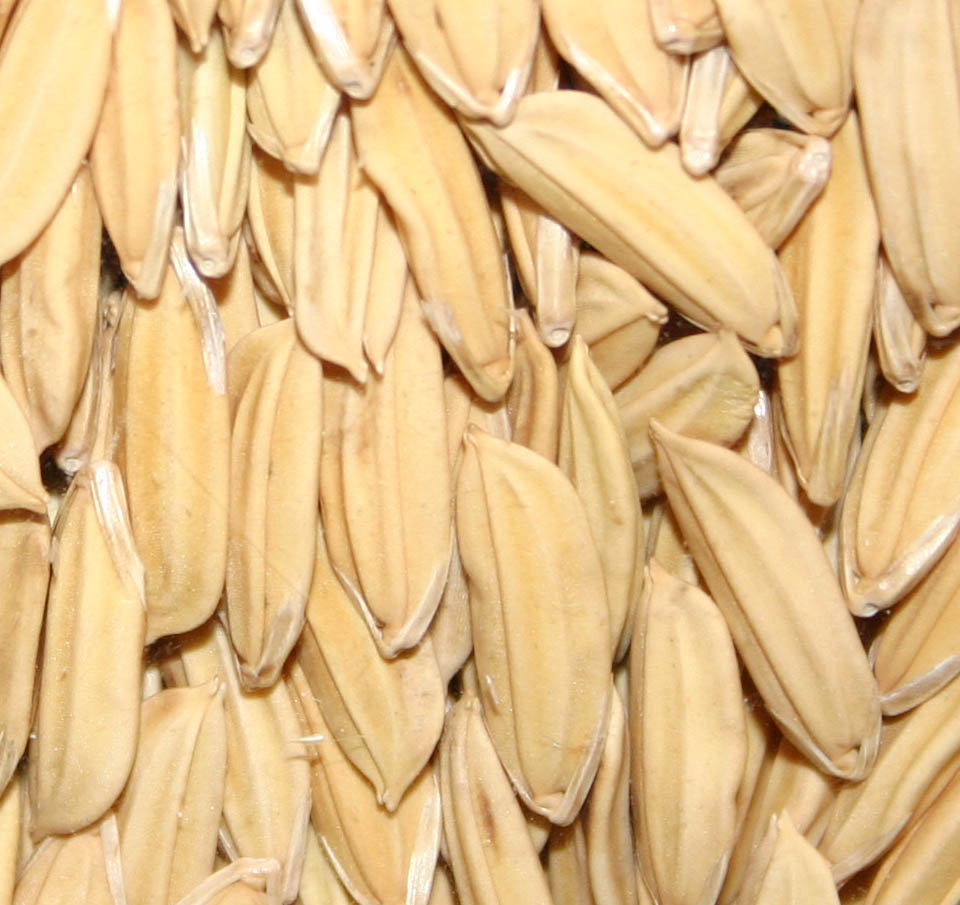
Caryopses de riz entourés de leurs glumelles (grains de riz paddy, type japonica).

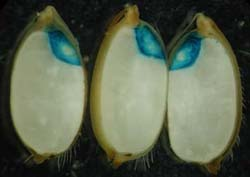
Caryopses de riz en coupe longitudinale. L'embryon est coloré en bleu tandis que l'albumen apparaît en blanc.

L'inflorescence est une panicule ouverte, lancéolée de 20 à 50 cm de long, dont les ramifications primaires sont apprimées, ou ascendantes, ou étalées.
Elles sont composés d'épillets (unités de base de l'inflorescence) solitaires, pédicellés, aux glumes absentes ou réduites.
Les épillets fertiles, elliptiques ou oblongs, comprimés latéralement, de 8 à 11 mm de long sur 2,5 à 3,5 mm de large, sont composés de trois fleurons, sous-tendus par deux glumes rudimentaires : à la base deux fleurons stériles réduits, constitués seulement d'une lemme réduite, connue sous le nom de « glume vide » (ou lemme stérile), et surmontés d'un fleuron fertile, sans extension du rachillet. Ils présentent un callus glabre et sont persistants sur la plante.
Les fleurons fertiles sont enfermés dans deux glumelles : une lemme elliptique de 8 à 11 mm de long, coriace, carénée avec cinq nervures, à l'apex mutique ou aristée, dans ce cas l'arête est longue de 0 à 160 mm, et une paléole elliptique, coriace, de la même longueur que la lemme qui présente trois nervures.
Chaque fleur compte deux lodicules membraneux lancéolés, six anthères et 2 stigmates.
Le fruit est un caryopse contenant une seule graine dont le tégument est fusionné avec le péricarpe (paroi de l'ovaire à maturité). Ce caryopse est enfermé dans les glumelles (lemme, éventuellement surmonté d'une arête, et paléole), fermement adhérentes, avec un court segment du rachillet. Ces éléments, plus les lemmes stériles, constituent la balle. L'épillet complet (caryopse  plus balle) est le riz paddy, il constitue la diaspore comprenant un seul fleuron,.

## Classification
Il existe  de nombreuses variétés cultivées (ou cultivars) d'oryza sativa, probablement plus de 150 000 dans le monde. La banque de gènes maintenue par l'Institut international de recherche sur le riz (IRRI) compte (début 2017) près de 128 000 accessions (et près de 5000 accessions d'espèces sauvages proches),.
Classiquement on distingue deux sous-espèces, ou groupes de cultivars, les riz collants (japonica, ou sinica) et non collants (indica). Les différences entre  ces deux groupes sont documentées dans la littérature chinoise depuis des temps très anciens (an 100 du calendrier julien).
Cette classification a été confirmée en 1928 sur la base de critères morphologiques et sérologiques, et de fertilité intervariétale (Kato et al. 1928).
Un troisième groupe, javanica a été proposé en 1952 sur la base de critères morphologiques et de distribution géographique (Matsuo 1952). Toutefois ce troisième groupe a été considéré en 1958 comme une composante tropicale du groupe japonica, les autres variétés de ce groupe en formant la composante tempérée.
La distinction entre les groupes indica et japonica est nettement confirmée par l'étude du polymorphisme de longueur des fragments de restriction (RFLP), mais en recourant à l'étude de 15 loci codant des isoenzymes, des auteurs ont pu distinguer en 1987 six groupes variétaux : indica, japonica, aus, aromatic, rayada et ashina. Les groupes aus, rayada et ashina sont des groupes mineurs généralement considérés comme des écotypes de la sous-espèce indica et ont tous les trois une aire de répartition relativement petite dans la région du piémont himalayen.
Les variétés du groupe aus, tolérantes à la sécheresse et à maturité précoce, sont cultivées au Bangladesh pendant la saison d'été de mars à juin.
Celles des groupes Rayada et ashina sont des riz flottants cultivés au Bangladesh et en Inde, respectivement.
Les riz aromatiques, tels que les basmatis du Pakistan, du Népal et d'Inde, et sadris d'Iran ont un arôme particulier et sont très appréciés pour leur qualité. Cependant, on ne peut pas distinguer de façon fiable des écotypes sur la base de variations phénotypiques, et une identification de ces groupes sur des bases génétiques reste nécessaire.

### Groupejaponica
Les variétés du groupe japonica  proviennent du nord et de l'est de la Chine et sont cultivées extensivement dans certaines parties du monde au climat plus frais, subtropicales ou tempérées : Asie de l'Est, Amérique du Sud, Proche-Orient, bassin méditerranéen, Australie et Californie. Elles ont des feuilles étroites, vert foncé, des talles de taille moyenne et une stature de plante courte à intermédiaire.
Les épillets peuvent être non-aristés ou porter de longues arêtes. Ils ne s'égrènent pas facilement. Les grains de ces variétés sont courts, arrondis, avec une teneur en amylose comprise entre 0 et 20 %.
Leur cuisson demande beaucoup d'eau ; le riz est alors relativement collant et se mange facilement avec des baguettes.

### Groupeindica
Les variétés du groupe indica sont cultivées surtout dans des régions tropicales et subtropicales, au climat chaud et humide, principalement aux Philippines, en Inde, au Pakistan, à Java, au Sri Lanka, en Indonésie, dans la Chine centrale et méridionale et dans les pays africains.
Elles se caractérisent par des feuilles vert clair, larges à étroites, une stature de la plante grande à intermédiaire (sauf pour les cultivars demi-nains) et par leur aptitude au tallage.
Les grains sont relativement longs et minces (« riz long »), légèrement aplatis et ont une teneur en amylose plus élevée (de 23 à 31 %). Les épillets ne portent pas d'arêtes (non-aristés) et s'égrènent plus facilement.
Ces variétés supportent bien la sécheresse et les maladies. La cuisson des grains ne demande que peu d'eau.
| Caractères                              | Indica         | Javanica Japonica tropical | Japonica tempéré |
| --------------------------------------- | -------------- | -------------------------- | ---------------- |
| Forme du grain                          | long           | grand                      | court            |
| Pubescence de la lemme et de la paléole | éparse, courte | longue                     | dense, longue    |
| Couleur du feuillage                    | vert clair     | vert clair                 | vert foncé       |
| Propension au tallage                   | forte          | faible                     | modérée          |
| Taille de la plante                     | grande         | grande                     | petite           |
| Sensibilité aux froid                   | sensible       | tolérant                   | tolérant         |
| Sensibilité à la sécheresse             | tolérant       | variable                   | sensible         |
| Égrenage                                | facile         | faible                     | faible           |
| Teneur en amylose                       | 23-31 %        | 20-25 %                    | 10-24 %          |

## Génétique

### Génome
Oryza sativa est une espèce diploïde possédant un génome de 430 Mb avec 12 paires de chromosomes (2n=24), plus compact que ceux d'autres céréales comme le blé, le maïs ou l'orge dont le génome compte plusieurs milliards de paires de bases.
Le génome du riz, bien cartographié et caractérisé, partage un haut degré de synténie avec ceux des autres grandes céréales (blé, orge, maïs, seigle et sorgho) et est le plus facile à modifier génétiquement. Cela fait du riz une excellente plante modèle pour les céréales.
Le génome du riz a été complètement séquencé et publié en 2005 par un consortium international regroupant des instituts de recherche de 10 pays, le Projet international de séquençage du génome du riz (IRGSP, International Rice Genome Sequencing Project).

### Pool génique
Le genre Oryza, auquel appartient Oryza sativa, comprend une vingtaine d'espèces de riz sauvages diploïdes ou tétraploïdes qui constituent des sources de gènes utiles pour l'amélioration des cultivars. Toutes ces espèces forment un « pool génique  » dans lequel on distingue trois niveaux selon la facilité avec laquelle les gènes peuvent être échangés :
- pool génique primaire : espèces du complexe Oryza sativa (génomes de type AA). Il s'agit des espèces cultivées et de leurs ancêtres sauvages. Ces espèces peuvent se croiser et produire, sauf exceptions, des hybrides fertiles.
- pool génique secondaire : espèces du complexe Oryza officinalis. Le transfert de gènes vers Oryza sativa est possible mais difficile du fait par exemple de l'appariement de chromosomes non homologues.
- pool génique tertiaire : espèces des complexes Oryza meyeriana et Oryza redleyi. Le transfert de gènes est impossible sans le recours à des techniques complexes comme la culture d'embryons pour obtenir des hybrides, le doublement du nombre de chromosomes ou le recours à des espèces-pont pour obtenir une certaine fertilité.

## Distribution
Le riz asiatique est cultivé dans l'ensemble des régions tropicales, subtropicales et tempérées chaudes du monde, c'est-à-dire en Europe, en Afrique, dans les régions tropicales et tempérées d'Asie, en Australie ainsi qu'en Amérique du Nord et du Sud,.
En Afrique, le riz asiatique, introduit depuis le milieu du XVIIe siècle par les Portugais, tend à remplacer le riz africain (Oryza glaberrima) qui n'a plus qu'une importance marginale.
Son aire d'origine est probablement la Chine où les plus anciens vestiges de riz domestiqué, datant de 6000 avant J.C., ont été découverts dans la basse vallée du Yang-Tsé-Kiang.

## Synonymes et étymologie
Le terme oryza vient du latin oriza, venant du grec ὄρυζα qui signifie 'riz'. Sativa est le mot latin signifiant 'cultivé',. Oryza sativa signifie donc littéralement 'riz cultivé'.
Selon Catalogue of Life (24 avril 2017) :
- sous-espèce Oryza sat
- Oryza aristata Blanco, nom. illeg
- Oryza communissima Lour.
- Oryza denudata (Desv.) Steud.,
- Oryza elongata (Desv.) Steud.,
- Oryza formosana Masam. & Suzuki
- Oryza glutinosa Lour.
- Oryza marginata (Desv.) Steud.,
- Oryza montana Lour.
- Oryza mutica Steud., nom. nud
- Oryza nepalensis G.Don ex Steud., nom. nud
- Oryza palustris Salisb., nom. superfl.
- Oryza parviflora P.Beauv., nom. nud
- Oryza perennis Moench
- Oryza plena (Prain) N.P.Chowdhury
- Oryza praecox Lour.
- Oryza pubescens (Desv.) Steud.,
- Oryza pumila Steud., pro syn.
- Oryza repens Buch.-Ham. ex Steud., nom. nud
- Oryza rubribarbis (Desv.) Steud.,
- Oryza sativa var. acutiligula Miq.
- Oryza sativa var. adversoseluana Portères
- Oryza sativa var. affinis Körn.
- Oryza sativa var. alaotrana Portères
- Oryza sativa f. alba (Miq.) Makino
- Oryza sativa var. alba Miq.
- Oryza sativa var. alterogoensis Portères
- Oryza sativa var. amaura Alef.
- Oryza sativa var. angusta Portères
- Oryza sativa var. anthropophaga Portères
- Oryza sativa var. aquatica Roshev.
- Oryza sativa var. aristata A.Rich., nom. illeg
- Oryza sativa var. aristida Blanco
- Oryza sativa var. astarinica Jabrova
- Oryza sativa var. atra Körn.
- Oryza sativa var. atrobrunnea (Gustchin) Portères
- Oryza sativa var. atrofusca Körn.
- Oryza sativa f. atropurpurea (Makino) Makino
- Oryza sativa var. atropurpurea Makino
- Oryza sativa var. auriculata Portères
- Oryza sativa var. badia Portères
- Oryza sativa var. balatensis Portères
- Oryza sativa var. baumannii Körn. & K.Schum.
- Oryza sativa var. binamban Blanco
- Oryza sativa subsp. brevindica (Portères) Vasc.
- Oryza sativa subsp. brevis Gustchin
- Oryza sativa var. brjezitsky Jabrova
- Oryza sativa var. brunnea Körn.
- Oryza sativa var. calvescens Miq.
- Oryza sativa var. caroliniana Postiglione
- Oryza sativa var. caspica Körn.
- Oryza sativa var. castanea Portères
- Oryza sativa var. castroi Vasc.
- Oryza sativa var. catalonica Körn.
- Oryza sativa var. caucasica Batalin ex Tuteff
- Oryza sativa var. chlamydantha Portères
- Oryza sativa var. chlorocarpa Körn.
- Oryza sativa f. chrysocarpa Portères
- Oryza sativa subsp. communis (Körn.) Gustchin
- Oryza sativa communis Körn.
- Oryza sativa var. costivorensis Portères
- Oryza sativa var. culinaris Alef.
- Oryza sativa var. cyclina Alef.
- Oryza sativa var. daloaensis Portères
- Oryza sativa var. denudata Desv.
- Oryza sativa var. desvauxii Körn.
- Oryza sativa var. dextrinosa Portères
- Oryza sativa var. dubia Körn.
- Oryza sativa var. dura Crevost & Lemarié
- Oryza sativa var. eedeniana Körn.
- Oryza sativa var. elegans Jabrova
- Oryza sativa var. elongata Desv.
- Oryza sativa var. erythroceros Körn.
- Oryza sativa var. falca-aurea Portères
- Oryza sativa var. fayoumensis Körn.
- Oryza sativa var. flagella Portères
- Oryza sativa var. flammea Portères
- Oryza sativa var. flammeorufa Portères
- Oryza sativa var. flavescens Miq.
- Oryza sativa var. flaviseta Miq.
- Oryza sativa var. flavoacies Kara-Murza ex Zhuk.
- Oryza sativa var. fluitans Capus & Bois
- Oryza sativa var. folia-villosa Heuze
- Oryza sativa var. formosana (Masam. & Suzuki) Yeh & Hendr.
- Oryza sativa var. fuliginosa Jabrova
- Oryza sativa var. fuscescens Körn.
- Oryza sativa var. gilvaaristata Brjez. ex Zhuk.
- Oryza sativa var. gilvus Jabrova
- Oryza sativa var. glutinosa (Lour.) Körn., nom. illeg
- Oryza sativa var. glutinosa Blanco
- Oryza sativa var. graeca Regel
- Oryza sativa var. guianensis Portères
- Oryza sativa var. haematelytra Miq.
- Oryza sativa var. hasskarlii Körn.
- Oryza sativa var. heuzeana Körn.
- Oryza sativa var. homochroma Portères
- Oryza sativa subsp. indica S.Kato
- Oryza sativa var. indovialonica Vasc.
- Oryza sativa var. infera Makino
- Oryza sativa var. isochroa Körn.
- Oryza sativa var. italica Alef.
- Oryza sativa var. janthoceros Körn.
- Oryza sativa var. japonica Postiglione
- Oryza sativa subsp. japonica S.Kato, nom. illeg
- Oryza sativa var. javanica Körn.
- Oryza sativa var. kissiensis Portères
- Oryza sativa var. kleiniana Körn.
- Oryza sativa var. kolakovski Jabrova
- Oryza sativa var. kpelleana Portères
- Oryza sativa var. lamuyo Blanco
- Oryza sativa var. leucoceras Körn.
- Oryza sativa var. limnicola Portères
- Oryza sativa var. longiglumis Vasc.
- Oryza sativa var. longior Alef.
- Oryza sativa var. manensis Portères
- Oryza sativa var. manilensis Körn.
- Oryza sativa var. marginata Desv.
- Oryza sativa var. masenderano Jabrova
- Oryza sativa var. melanacra Körn.
- Oryza sativa var. melanocarpa Alef.
- Oryza sativa var. melanoceras Alef.
- Oryza sativa var. melanodonta Portères
- Oryza sativa var. melanoglumella Portères
- Oryza sativa var. melanothrix Alef.
- Oryza sativa var. microcarpa Körn.
- Oryza sativa var. miqueliana Körn.
- Oryza sativa var. molesta Portères
- Oryza sativa var. montana (Lour.) Alef.
- Oryza sativa var. mulayana Portères
- Oryza sativa var. mutica Franch.
- Oryza sativa var. nguerzeana Portères
- Oryza sativa var. nigrescens Postiglione
- Oryza sativa var. nigrispina Portères
- Oryza sativa var. nigrouncinata Portères
- Oryza sativa var. notata Portères
- Oryza sativa var. nzoana Portères
- Oryza sativa var. obvasconcellosii Portères
- Oryza sativa var. ochrofusca Portères
- Oryza sativa var. oxyota Portères
- Oryza sativa var. pallida Portères
- Oryza sativa var. paraallchabadica Portères
- Oryza sativa var. paracastroi Portères
- Oryza sativa var. paracinnamomea Portères
- Oryza sativa var. paradaloaensis Portères
- Oryza sativa var. paraerythrocarpa Portères
- Oryza sativa var. paragoensis Portères
- Oryza sativa var. paraguianensis Portères
- Oryza sativa var. parajavanica Portères
- Oryza sativa var. paramutica Portères
- Oryza sativa var. paraovoidea Portères
- Oryza sativa var. paraphilippensis Portères
- Oryza sativa var. parasepica Portères
- Oryza sativa var. parazeravschanica Portères
- Oryza sativa var. parva Alef.
- Oryza sativa var. phaneroleuca Portères
- Oryza sativa var. picta Portères
- Oryza sativa var. pilosa Blanco
- Oryza sativa var. plena Prain
- Oryza sativa var. praecox Blanco
- Oryza sativa var. pseudodaloaensis Portères
- Oryza sativa var. pseudogoensis Portères
- Oryza sativa var. pseudoguineensis Portères
- Oryza sativa var. pseudojarhanica'' Portères
- Oryza sativa var. pseudolimnicola Portères
- Oryza sativa var. pseudomulayana Portères
- Oryza sativa var. pseudoovoidea Portères
- Oryza sativa var. pseudosepica Portères
- Oryza sativa var. pubescens Desv.
- Oryza sativa var. pudica Portères
- Oryza sativa var. pygmaea Makino
- Oryza sativa var. pyrocarpa Alef.
- Oryza sativa var. quinanda Blanco
- Oryza sativa var. rhodosperma Miq.
- Oryza sativa f. rubra (Blanco) Makino
- Oryza sativa var. rubra Blanco
- Oryza sativa var. rubribarbis Desv.
- Oryza sativa var. rubriglumella Portères
- Oryza sativa var. rubrostellata Jabrova
- Oryza sativa var. saginata Portères
- Oryza sativa var. savannae Körn.
- Oryza sativa var. sickenbergeri Körn.
- Oryza sativa var. sorgoidea Desv.
- Oryza sativa f. spontanea Roshev.
- Oryza sativa var. subalba Jabrova
- Oryza sativa var. subastarinica Jabrova
- Oryza sativa var. subjarhanica Vasc.
- Oryza sativa var. submasenderano Jabrova
- Oryza sativa var. submovlanica Vasc.
- Oryza sativa var. submutica Miq.
- Oryza sativa var. subratoonica Vasc.
- Oryza sativa var. subsubulata Miq.
- Oryza sativa var. subvavilovii Jabrova
- Oryza sativa var. taurina Alef.
- Oryza sativa var. terrestris Makino
- Oryza sativa var. usitatissima Körn.
- Oryza sativa var. utilissima A.Camus
- Oryza sativa var. violacea Blanco
- Oryza sativa var. violeobrevis Vasc.
- Oryza sativa var. viridescens Körn.
- Oryza sativa var. vulgaris Postiglione
- Oryza sativa var. wightiana Körn.
- Oryza sativa var. xanthoxeros Körn.
- Oryza sativa var. zomica Körn.
- Oryza segetalis Russell ex Steud., nom. nud
- Oryza sorghoidea (Desv.) Steud.,